# موسى بيلمونت
موسى بيلمونت (بالإسبانية: Moses Belmonte)‏ هو مترجم وشاعر إسباني، ولد في 1619، وتوفي في 29 مايو 1647.